# جامع الرابعية
جامع الرابعية هو من مساجد الموصل التاريخية والأثرية، حيث بني في القرن الثاني عشر الهجري من قبل أسرة آل الجليلي في الموصل.

## تاريخ الجامع
شيد وبني الجامع من قبل رابعة خاتون بنت إسماعيل باشا الجليلي الجامع، في عام 1180هـ/1766م، وهي أخت حسين باشا الجليلي (1107 - 1171هـ).
الجامع يحتوي على عده صفوف لتدريس علوم القران للرجال والنساء كما يحتوي على بئر ماء قديم قيل انه استخدم في وقت حصار نادر شاه للموصل.
وكانت المدرسة الموجودة في الجامع تعرف باسم المدرسة العثمانية، ويحتوي المسجد على مصلى زينت جدرانهُ بحجر المرمر الأزرق ولا سيما المنبر والمحراب، مع كثرة النقوش والزخارف المحيطة بالمحراب، ويعلو المصلى قبة على شكل نصف كرة بنيت من الآجر الأزرق الغامق اللون.
ولقد أجريت على الجامع أعمال صيانة عديدة مع مراعاة الطابع التراثي الأثري لهُ، ولقد كان أولها في عام 1292هـ/ 1875م، وآخر أعمال الترميم والصيانة كانت من قبل وزارة الأوقاف والشؤون الدينية في عام 1416هـ/ 1995م، ويحوي مبنى الجامع على مدفن السيدة رابعة خاتون وأخيها السيد سعد الله الجليلي.